# توفیلوو (استان اشوی‌داشکسیه)
توفیلوو (به لهستانی: Teofilów) یک منطقهٔ مسکونی در لهستان است که در گمینا تارووو واقع شده‌است. توفیلوو ۲۸۰ نفر جمعیت دارد.